# Республіканський університет (Уругвай)
Республіка́нський університе́т (ісп. Universidad de la República, UdeLaR) — найстаріший державний університет Уругваю, заснований 1849 року.

## Історія
Уперше спробу заснувати університет в Уругваї зроблено 11 червня 1833 року, коли за ініціативою вченого та сенатора Дамасо Антоніо Ларраньяги ухвалили закон про заснування університету. Передбачалося створення дев'яти факультетів. До 1836 року сформувалися факультети латині, філософії, математики, богослов'я і права.
27 травня 1838 року президент Уругваю Мануель Орібе підписав указ про утворення Великого республіканського університету. Указ не мав помітних наслідків через тогочасну загальну політичну нестабільність в Уругваї.

## Структура

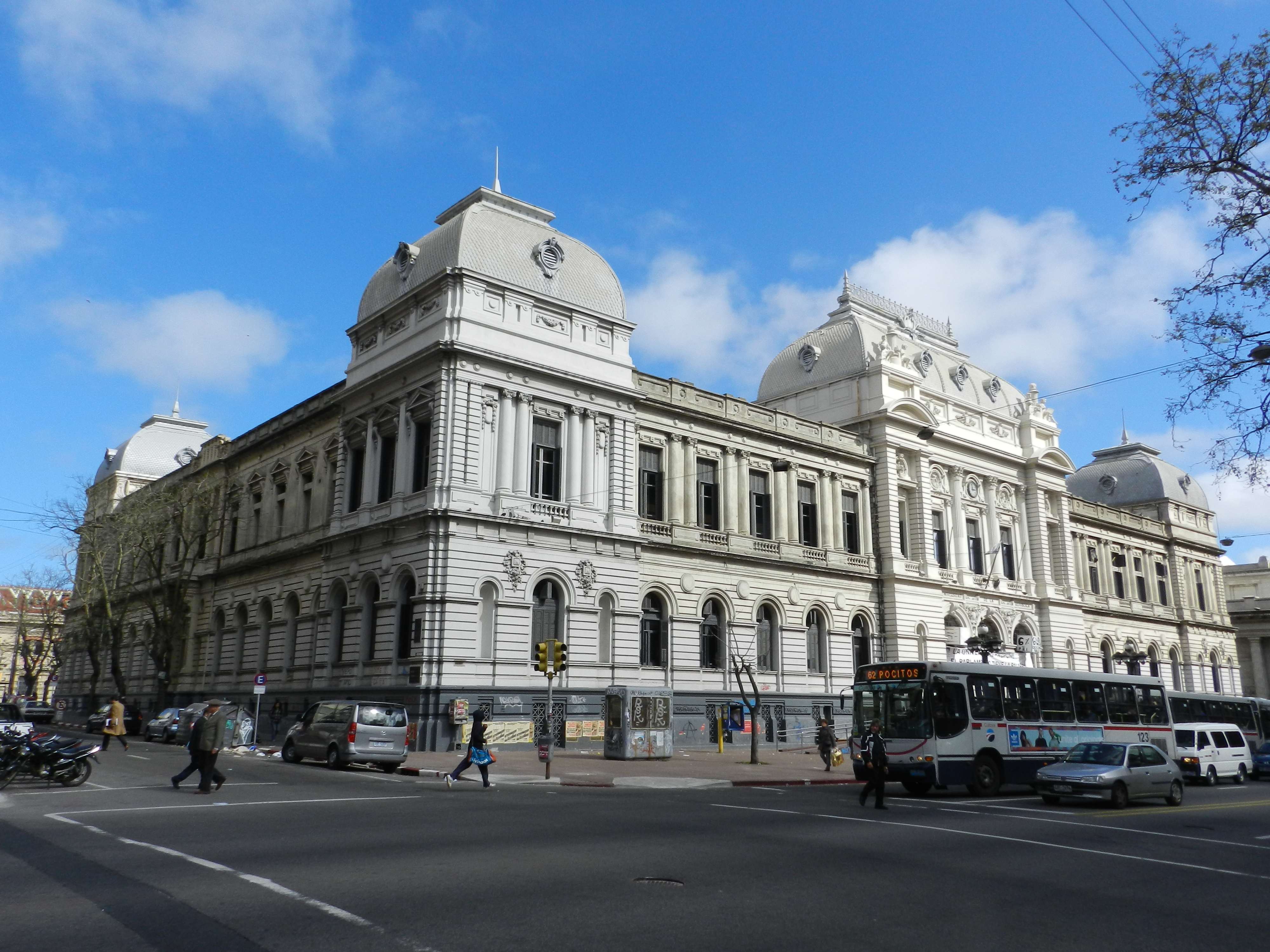
Юридичний факультет

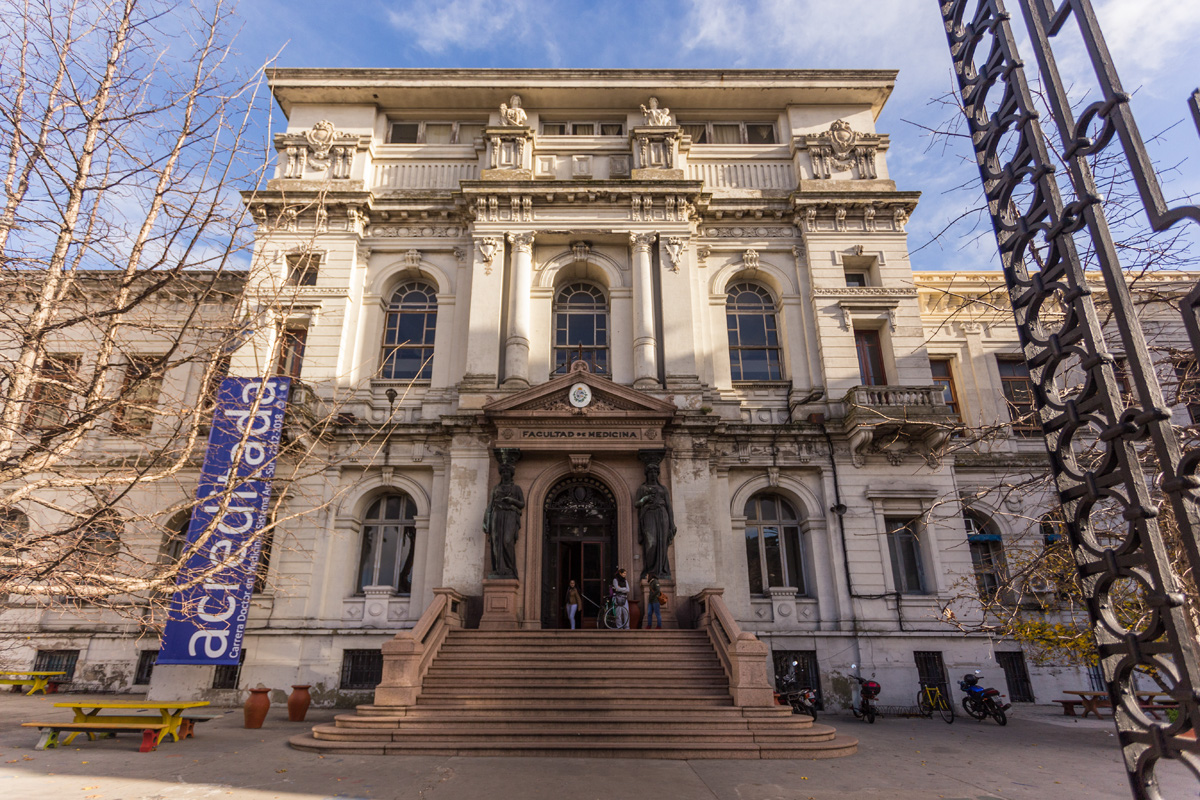
Медичний факультет

У складі університету діють такі факультети:
- Факультет агрономії
- Факультет архітектури
- Факультет хімії
- Факультет економічних наук
- Факультет інженерної справи
- Факультет педагогічних наук
- Факультет юриспруденції
- Факультет медицини
- Факультет сестринської справи
- Факультет стоматології
- Факультет психології
- Факультет природничих наук
- Факультет суспільних наук
- Факультет ветеринарної медицини

Також до університету відносяться:
- Школа управління
- Школа бібліотекознавства
- Школа стоматологічних технологій
- Школа медичних технологій
- Школа дієтології
- Школа акушерства
- Школа медіатехнологій
- Школа музики
- Центр комунікаційних наук
- Центр дизайну
- Інститут образотворчого мистецтва
- Інститут природничих наук
- Університетський клінічний шпиталь

## Відомі випускники
- Альберто Демічелі — президент Уругваю в 1976 році.
- Луїс Альберто Лакальє де Еррера — президент Уругваю в 1990—1995 роках.
- Хорхе Батлье Ібаньєс — президент Уругваю у 2000—2005 роках.
- Табаре Васкес — президент Уругваю у 2005—2010 роках і у 2015—2020 роках.